# Euchone heteroseta
Euchone heteroseta är en ringmaskart som beskrevs av Hartman 1978. Euchone heteroseta ingår i släktet Euchone och familjen Sabellidae. Inga underarter finns listade i Catalogue of Life.